# Swetlana Wladislawowna Matwejewa
Swetlana Wladislawowna Matwejewa (russisch Светлана Владиславовна Матвеева; * 4. Juli 1969 in Frunse) ist eine russische Schachspielerin. 1993, nach Auflösung der Sowjetunion, spielte sie erst für Kirgisistan und dann ab 1994 für Russland.

## Schach
Swetlana Matwejewa gewann 1989 die Europameisterschaft U20 der weiblichen Jugend, vor Swetlana Korkina. Frauenmeisterin der UdSSR wurde sie 1991 in Lwiw. Beim dritten Frauen-Welt-Cup 2002 war sie Dritte.
Als Mitglied des russischen Frauenteams bei den Schacholympiaden gewann sie 1996 Bronze, 1998 Silber, 2000 Bronze und 2002 Silber.
Vereinsschach spielte sie in Russland für Don-Sdjuschor Rostow am Don, Ladja Kasan und AWS Krasnoturjinsk. In der deutschen Frauenbundesliga spielte sie für den OSG Baden-Baden, mit dem sie in der Saison 2008/09 die deutsche Meisterschaft gewann.
Sie war Schülerin von Yaroslav Srokovski. Swetlana Matwejewa erhielt 1989 von der FIDE den Titel Großmeister der Frauen verliehen. Internationaler Meister wurde sie im Jahr 2005.